# Anyphaenoides pluridentata
Espèce
Anyphaenoides pluridentata est une espèce d'araignées aranéomorphes de la famille des Anyphaenidae.

## Distribution
Cette espèce est endémique d'Équateur. 

## Publication originale
- Berland, 1913 : Araignées. Mission du Service géographique de l'armée pour la mesure d'un arc du méridien équatorial en Amérique du Sud (1899-1906). Paris, vol. 10, p. 78-119.